# Adolf Brunner (Politiker)
Adolf Brunner (* 1. Oktober 1900 in Rudersdorf; † 11. August 1963 in Fürstenfeld) war ein österreichischer Politiker (ÖVP) und Textilarbeiter. Brunner war von 1949 bis 1952 Abgeordneter zum Burgenländischen Landtag.

## Leben
Brunner war Sohn des Kleinlandwirtes Andreas Brunner aus Rudersdorf. Er besuchte die Pflichtschule und absolvierte eine Lehre als Müller. Ab 1925 arbeitete Brunner als Textilarbeiter bei der Firma Sattler in Rudersdorf und wurde Mitglied der Christlichen Gewerkschaft in der Ersten Republik.
Er war verheiratet und wurde in Rudersdorf begraben.

## Politik
1945 trat er in die ÖVP ein und war zwischen 1946 und 1963 Bürgermeister von Rudersdorf. Lediglich zwischen 1948 und 1951 hatte er das Amt des Vizebürgermeisters inne.
Brunner war zwischen dem 4. November 1949 und dem 3. April 1952 Abgeordneter zum Burgenländischen Landtag. Er legte 1952 sein Amt nieder.